# Fédération camerounaise de football
La Fédération camerounaise de football (FECAFOOT) est une association regroupant les clubs de football du Cameroun et organisant les compétitions nationales et les matchs internationaux de la sélection du Cameroun.
La fédération nationale du Cameroun est fondée en 1959. Elle est affiliée à la FIFA depuis 1962 et est membre de la CAF depuis 1963.

## Histoire
C'est après la Première Guerre mondiale que furent créées à Douala par l'instituteur Charles Lalanne les premières équipes de football. Bientôt, son exemple était suivi à Yaoundé et dans les grands centres du Sud-Cameroun.
Vers 1947 était fondé par le médecin-colonel Baudiment "La Fédération des Sports" qui organisait et réglementait les sports en vigueur à cette époque et particulièrement le football. Des ligues étaient formées ; en même temps que des contacts étaient pris avec la Métropole. C'est ainsi que le 26 février 1955 l'équipe de France amateur vient faire deux rencontres à Douala et Yaoundé.
Le football subissait alors une grande évolution. Dans tous les coins les plus reculés du Territoire, de petits clubs prenaient corps et demandaient leur affiliation à la Ligue dont la présidence était assurée par M Juillard.

Logo de la Fédération jusqu'en 2010.

La première assemblée générale extraordinaire de la FECAFOOT se tient le 11 janvier 1959 à Yaoundé. La Ligue de football du Cameroun est dissoute, c'est la naissance de la Fédération Camerounaise de Football qui est placé sous le contrôle direct du Vice-Premier Ministre chargé de l'Education Nationale. Le premier Président de la FECAFOOT EST M. Amos NGANKOU. La fédération est affiliée à la FIFA en 1962 et à la CAF en 1963.
En 1961 a lieu l'élection d'un nouveau Président, M. Ibrahim MBOMBO NJOYA qui restera en place jusqu'en 1964.
La première édition de la Coupe des clubs champions africains est remportée par un club camerounais le 7 février 1965. L'Oryx Club de Douala est couronnée au terme d'un match gagné deux buts à un face au Stade malien.
De 1964 à 1968, le championnat de 1re division se joue avec 12 à 16 équipes.
En 1968 est élu à la tête de la FECAFOOT M. René ESSOMBA. L'Équipe Nationale participe à la phase finale de la CAN de 1970 à Khartoum (Soudan). Le Cameroun obtient l'organisation de la CAN 1972. Les chantiers de deux stades seront alors mis en place (Douala et Yaoundé).
Après 1972, M. Jean Zoa AMOUGOU sera nommé président jusqu'en 1978 puis remplacé par M. TITTI Gotlieb de 1978 à 1985. C'est durant cette période que l'équipe nationale participera pour la première fois à une phase finale de la Coupe du monde en 1982 en Espagne et gagnera son premier trophée en Coupe d'Afrique des Nations en 1984 en Côte d'Ivoire.
Le président suivant est M. Peter NTAMACK YANA (1985-1986) et surtout M. Issa HAYATOU de 1986 à 1988 actuel président de la Confédération Africaine de Football (CAF). Ensuite les nominations de M. Jean NJi NJIKAM par intérim (1988-1989), Albert ETOTOKE (1989-1990), Njikam Simon, Pascal OWONA (1990-1993) et Maha DAHER (1993-1996) à la présidence de la FECAFOOT seront ponctuées par les qualifications de l'équipe nationale aux phases finales de la Coupe du monde de 1990 en Italie et 1994 aux États-Unis.
L'élection de 1996 à l'issue de l'assemblée Générale Extraordinaire verra la victoire de M. Vincent ONANA. À la veille de la phase finale de la Coupe du monde en France en 1998 pour laquelle l'Équipe Nationale du Cameroun s'est qualifiée, ce dernier sera accusé de fraude puis démis de ses fonctions. La Cellule Exécutive Provisoire (CEP) présidée par M. IYA Mohammed sera mise en place par la FIFA jusqu'au 11 avril 2000 date à laquelle une assemblée générale extraordinaire donnera la victoire et la Présidence de la FECAFOOT à M. Mohammed IYA qui a été réélu une première fois le 15 février 2005 pour un autre mandat de quatre ans puis une seconde fois le 24 mai 2009 pour un troisième mandat de 4 ans.
Celui-ci sera jeté en prison en juin 2013 après une défaite des lions indomptable contre le Togo à Lomé, et commence alors une longue période de querelles entre les acteurs. Owona Joseph présidera une longue période de normalisation allant de prolongations en prolongations (2013-2015). Il organisera les élections dont TOMBI À ROKO sortira Président de la Fédération avant de voir le processus ayant consacré ce dernier annulé par la Chambre de Conciliation et d'Arbitrage du Comité National Olympique et Sportif Camerounais. À ce stade, selon les textes, ladite présidence reviendrait de droit à l'ancien 1er vice-président de la mandature 2009-2013 John Begheni Ndeh.
Le 11 décembre 2021, l'ancien international camerounais Samuel Eto'o est élu président de la FECAFOOT. Il succède ainsi à Seidou Mbombo Njoya qui assurait l’intérim à la tête de la fédération depuis son élection contestée de 2018. Celle-ci ayant été annulée en janvier 2021 par le Tribunal arbitral du sport. L'arrivée de Samuel Eto'o à la tête de l'institution fait figure de nouvel espoir pour le football camerounais qui se trouve dans un état désastreux. Notamment à cause d'une crise de gouvernance au sein de la fédération qui dure depuis plusieurs années. Les défis sont donc nombreux pour le nouveau président.
À la suite de la Coupe du Monde au Qatar 2022, la fédération rencontre de nombreuses difficultés financières. Le site camerounweb.com fait état de nombreux impayés et d'une proposition de diviser les salaires de certains joueurs par deux.
En avril 2024, La Fédération camerounaise de football conteste la nomination de Marc Brys, par le Président Paul Biya, comme sélectionneur de l'équipe de football camerounais.

## Liste des présidents
- 1958-1960 : M. Ngankou Amos
- 1961-1964 : Ibrahim Mbombo Njoya
- 1964-1968 : Pierre Tchanqué
- 1968-1972 : René Essomba
- 1972-1978 : Jean Zoa Amougou
- 1978-1985 : M. Titti
- 1986-1988 : Peter Ntamack Yana
- 1986-1988 : Issa Hayatou
- 1988-1989 : Jean Nji Njikam (par intérim)
- 1989-1990 : Albert Etotoke
- 1990-1993 : Njikam Simon et Pascal Owona
- 1993-1996 : Maha Daher
- 1996-1998 : Vincent Onana
- 1998-2000 : Cellule Exécutive Provisoire présidé par Mohammed Iya
- 2000-2013 : Mohammed Iya
- 2013-2015 : Pr Joseph Owona, Comité de Normalisation
- 2015-2017 : Tombi À Roko Sidiki .
- 2017-2018 : Me Dieudonné Happi, Comité de Normalisation (mandat prolongé jusqu'au 16 décembre 2018)
- 2018-déc. 2021: Nji Mbombo Njoya Seidou.
- depuis déc. 2021 : Samuel Eto'o